# روبلي س. ريجدون
روبلي S. ريجدون (بالإنجليزية: Robley S. Rigdon)‏ عميد متقاعد من حرس جيش جورجيا الوطني.
بعد تعيينه كقائد كتيبة في حرب الخليج الثانية تم تعيين ريجدون لواء المشاة المنفصل الثامن والأربعين في عام 1993. من 1995 إلى 1999 شغل منصب رئيس التدريب للحرس الوطني لجيش جورجيا. ثم خدم في حرب كوسوفو. عاد ريجدون إلى لواء المشاة المنفصل الثامن والأربعين في عام 2000 كقائد.